# Gare de Saint-Genois-Helchin
La gare de Saint-Genois-Helchin (en néerlandais : Station Sint-Denijs-Helkijn) est une gare ferroviaire belge, fermée, de la ligne 85, de Leupegem à Herseaux. Elle était située à Saint-Genois, une section de la commune de Zwevegem, à proximité du village de Helchin, section d'Espierres-Helchin.
Mise en service en 1881, la gare est fermée en 1960 lors de l'arrêt des circulations sur la ligne. La voie est déposée en 1966 et depuis, l'ancien bâtiment a été détruit.

## Situation ferroviaire
Établie à 20 mètres d'altitude la gare de Saint-Genois-Helchin était située au point kilométrique (PK) 21.3 de la ligne 85, de Leupegem à Herseaux, entre les gares de Bossuit et d'Espierre.

## Histoire
La gare de  Saint-Genois-Helchin est ouverte le 1er décembre 1881, lors de la mise en service de la section de Herseaux à Avelgem par les Chemins de fer de l'État belge.
La gare est fermée au service des voyageurs le 2 août 1959 et à celui des marchandises le 1er janvier 1960. La voie de la section de ligne qui passe par la gare est déposée en 1966.

## Patrimoine ferroviaire
Le bâtiment des recettes, de plan type 1873, a été démoli.
La maisonnette de garde-barrière voisine existe toujours comme habitation.